# 名古屋市守山図書館

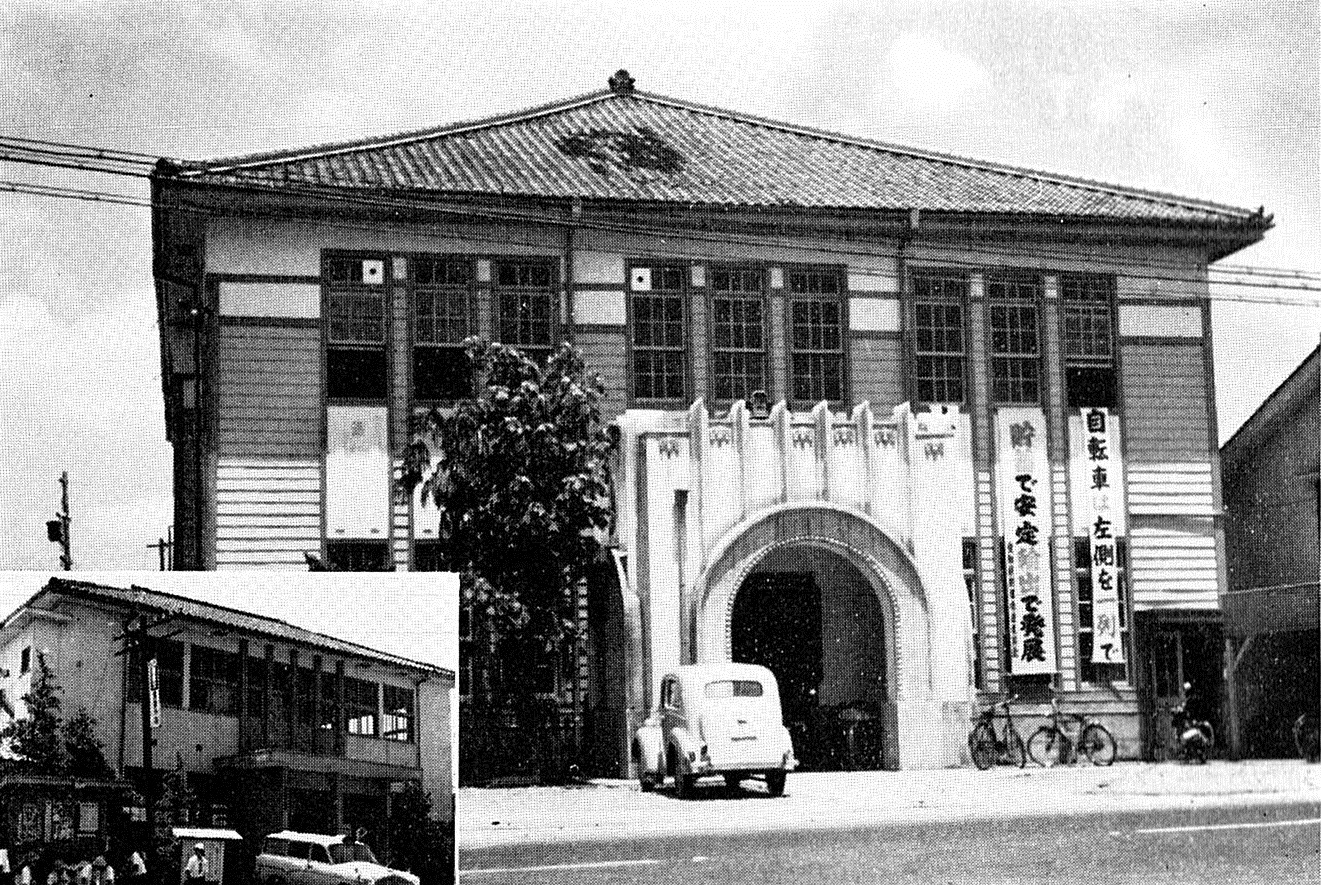
旧守山市役所（のち守山区役所）

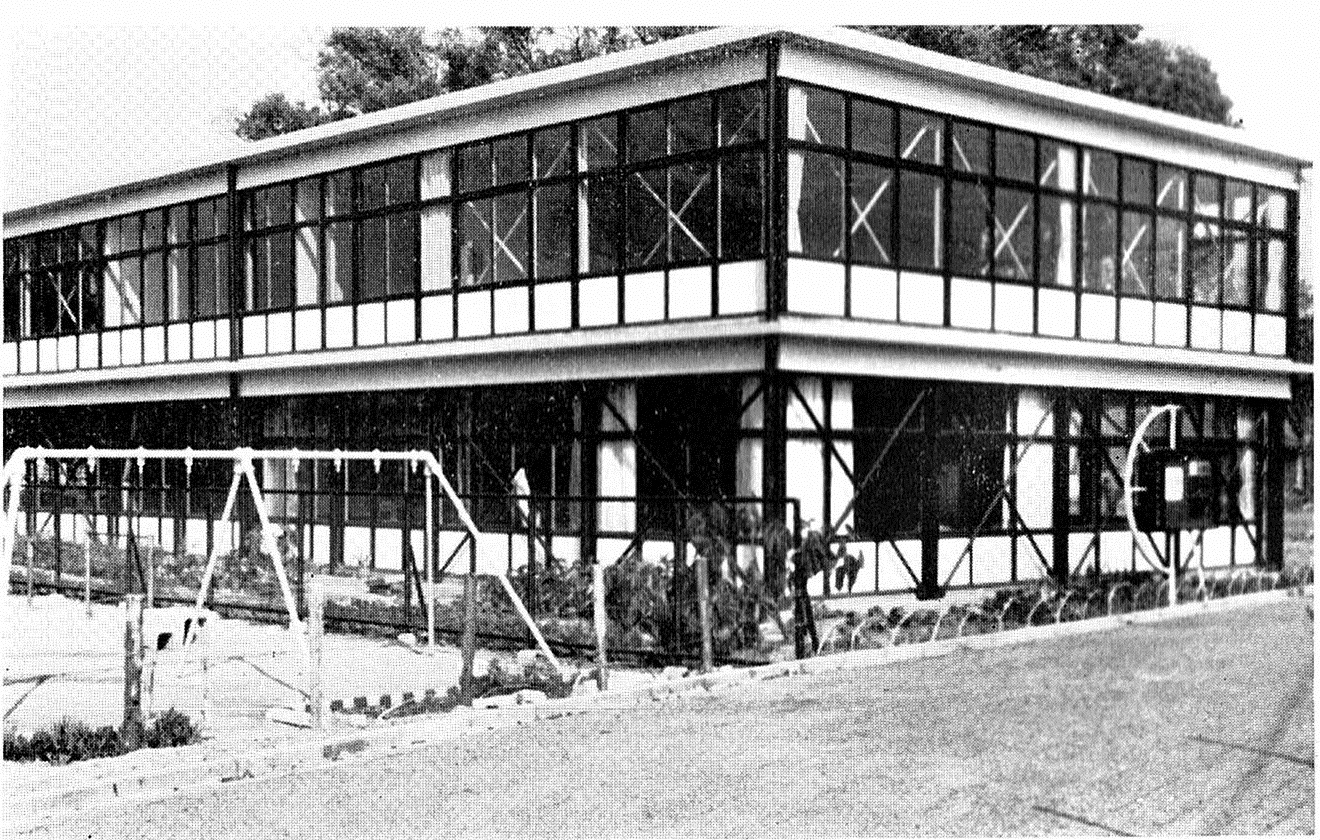
守山市中央公民館

名古屋市守山図書館（なごやしもりやまとしょかん）は、愛知県名古屋市守山区守山一丁目にある名古屋市図書館の分館。
2016年（平成28年）度の蔵書数は106,630冊、貸出数は452,619冊である。
図書を106,630冊（一般書：79,002冊、児童書：27,583冊）、新聞を26紙、雑誌を204誌、視聴覚資料を1573点（紙芝居：514組、CD：585枚、カセットテープ：219巻、ビデオテープ：66巻、ビデオディスク：166枚、CD・DVD-ROM：23枚）所蔵している。

## 概要
1972年（昭和47年）8月10日、名古屋市図書館としては12番目の図書館として名古屋市守山図書館が開館した。
1954年（昭和29年）から1963年（昭和38年）まで、当地は守山市という単独の自治体だったが、その当時には独立した図書館をもたず守山市中央公民館内に図書室を設けるにとどまった。中央公民館は旧大日本帝国陸軍の兵舎の一部を補修した上、被服倉庫を改造した建物を合わせて1949年（昭和24年）4月に開館したもので、この中に活動の一つとして図書室が含まれた。開館当初の公民館は1897年（明治30年）頃の建物を再利用したもので、1961年（昭和36年）度末に新築を果たしている。ただし、この図書室は蔵書が4250冊に過ぎず、その種類も参考書的なものが多く、利用者の中心は学生であった。そのため、守山区成立以来、名古屋市に対して図書館建設を求める声は存在していた。
そうした中で、1971年（昭和46年）10月の守山区役所新庁舎完成に伴う、旧区役所庁舎の跡地利用として、図書館建設の方針が打ち出されたのであった。そうした期待の中で開館した守山図書館は、開館時には貸し出し資料が不足する事態に陥り、自動車図書館用の蔵書を一時的に借りる措置を取らざるを得ないほどであった。
守山図書館自身は、来館者の増加の理由として開館直後に目の前を走る3社のバスの停留所名が図書館の名を冠するようになったことを挙げている。開館の年の12月10日には、名古屋市営バスが従来の「茶臼」停留所から「守山図書館」に改称、翌年の4月1日には名鉄バスおよび国鉄バスが「茶臼」から「守山図書館前」停留所へと改めている。
開館当初の特徴的な蔵書に、「柳田俳句コレクション」があった。これは、区内の金城学院大学学長であった柳田知常が、自身の元に大量に寄せられる俳句同人誌と句集を散逸防止のために開館以来、毎年寄贈してきたものを、1975年（昭和50年）に至って目録を作成し、整備したものであった。1972年（昭和47年）末には、句集51冊と俳句同人誌多数であったものが、1975年（昭和50年）の時点で句集90冊と同人誌26種1101冊と充実したコレクションとなっていた。

## サービス
図書館の入館や利用はだれでも可能であるが、館外貸出には利用者登録が必要で愛知県在住・在勤・在学者のみが可能となっている。
館外貸出
図書が最大14日で6冊まで、それとは別に紙芝居が3組、カセットテープ・CD・DVDが3点、紙芝居舞台1台の館外帯出が可能である。また、返却は紙芝居の舞台以外であれば貸し出し館に限らず名古屋市図書館各館において行うことができる。ただし、貸出点数に関しては、名古屋市図書館全館で共通して計算する。
開館時間
火 - 土：9時30分 - 19時00分
日・祝日：9時30分 - 17時00分
休館日
月曜日（祝日の場合は開館し翌日休館）
毎月第3金曜日（祝日の場合は開館）
特別整理期間
年末年始（12月29日から1月4日まで）

## 交通アクセス
公共交通機関として、公式サイトは館のすぐ前に設置されている名古屋市営バス「守山図書館」停留所または名古屋ガイドウェイバスガイドウェイバス志段味線（ゆとりーとライン）守山駅の利用を案内している。

### WEB
1. ↑  “文化施設”.   丹羽英二建築事務所. 2017年7月14日閲覧。
2. 1 2 3 4 5 6 7 8 9  名古屋市鶴舞中央図書館 (2016年7月). “名古屋市立図書館年報 平成28年版” (pdf). 2017年8月1日閲覧。
3. ↑  “名古屋市図書館条例”. 2017年1月22日閲覧。

ウィキソースに名古屋市図書館条例の原文があります。
4. 1 2 3 4  名古屋市鶴舞中央図書館. “はじめての方へ（利用案内）”. 2015年2月15日閲覧。
5. 1 2 3 4 5 6  名古屋市鶴舞中央図書館. “開館時間と休館日”. 2015年2月15日閲覧。
6. ↑  名古屋市鶴舞中央図書館. “守山図書館”. 2018年5月12日閲覧。

### 新聞
1. 1 2 3 4  “お待ちどお 守山にも図書館 区役所の跡地に 来年着工 文教区の仲間入り” (日本語). 名古屋タイムス. (1971年4月14日)
2. ↑  “大入り満員 守山図書館 見る間にガラガラの本ダナ” (日本語). 中日新聞. (1972年8月11日)
3. 1 2 3  “俳句文化 咲かそう 守山図書館にコレクションコーナー” (日本語). 毎日新聞. (1975年9月9日)

### 文献
1. 1 2 3  名古屋市守山図書館 1993, p. 11.
2. ↑  守山市史編さん委員会 1963, p. 478.
3. ↑  守山市史編さん委員会 1963, pp. 478–480.